# Carl August Henry Ericsson
Carl August Henry Ericsson, né le 6 février 1898 à Saint-Michel, en Finlande, décédé le 16 octobre 1933 à Borgå, est un artiste finlandais.

## Biographie
Henry Ericsson était le fils du lieutenant Alexander Ericsson et Carolina Albertina Valeriana Aspling.
Il étudie à l'Académie centrale des beaux-arts de 1915-1918 et 1919, à l'Accademia di belle arti di Roma, puis à l'Académie Colarossi et à l'Académie de la Grande Chaumière à Paris de 1922 à 1924.
Il expose au Salon d'automne en 1923 puis au Salon des indépendants en 1924 avant de présenter ses œuvres à Helsingfors, Oslo, Stockholm et Copenhague.
Il est en 1925 l'architecte de la Salle de Finlande de l'Exposition des arts décoratifs.
Ses œuvres les plus connues sont La Frégate et l' Église du Christ à Helsingfors.

## Prix et récompenses
- 1er et 3e Prix pour un vitrail de la Cathédrale de Turku, 1924
- Prix supplémentaire pour la fresque murale du Palais de la Diète nationale, 1930
- 2e Prix pour la peinture de la voûte du Théâtre national de Finlande, 1932